# Chloe Lattanzi
Chloe Rose Lattanzi (* 17. Januar 1986 in Los Angeles, Kalifornien) ist eine US-amerikanische Sängerin und Schauspielerin.

## Leben
Lattanzi wurde 1986 in Los Angeles als Tochter der britisch-australischen Sängerin und Schauspielerin Olivia Newton-John und des US-amerikanischen Schauspielers und Tänzers Matt Lattanzi geboren. 1995 ließen sich ihre Eltern scheiden. Einer ihrer Vorfahren war der deutsche Mathematiker und Physiker sowie Nobelpreisträger Max Born.
Als It-Girl polarisierte sie ab ihrem 18. Lebensjahr unter anderem durch an ihr vorgenommene plastische Operationen im Wert von über einer halben Million US-Dollar. 2013 geriet ihr Name wegen Alkohol- und Kokainmissbrauch in die Schlagzeilen. 2017 zog sie mit ihrem Verlobten, dem Kampfkunsttrainer James Driskill, nach Portland im US-Bundesstaat Oregon, wo sie sich eine Farm kauften und in das Marihuana-Geschäft einstiegen.
1993 gab Lattanzi ihr Fernsehschauspieldebüt in einer Episode der Fernsehserie Paradise Beach. Im Folgejahr spielte sie an der Seite ihrer Mutter im Fernsehfilm Eingeschneit – Weihnachten im Schneesturm. 2001 übernahm sie die Hauptrolle der Izzy Wilde im Fernsehfilm Teen Star. Im Alter von 16 Jahren stellte sie 2002 im Musical Hair die Rolle der Chrissy dar. 2005 schrieb sie für ihre Mutter das Lied Can I Trust Your Arms, das auf dem Album Stronger Than Before erschien. 2008 nahm sie an der Reality-Show Rock the Cradle teil und belegte den dritten Platz. Mitte der 2010er Jahre spielte sie in zwei Filmen des Filmstudios The Asylum mit. So war sie 2016 in Dead 7 – Sie sind schneller als der Tod in der Rolle der Trixie und 2017 im Tierhorrorfilm Sharknado 5: Global Swarming in der Rolle der Electra zu sehen.

## Filmografie (Auswahl)
- 1993: Paradise Beach (Fernsehserie, Episode 1x101)
- 1994: Eingeschneit – Weihnachten im Schneesturm (A Christmas Romance, Fernsehfilm)
- 1998: The Christmas Angel: A Story on Ice (Fernsehfilm)
- 2001: Bette (Fernsehserie, Episode 1x14)
- 2001: Teen Star (Fernsehfilm)
- 2015: You Have to Believe (Kurzfilm)
- 2016: Dead 7 – Sie sind schneller als der Tod (Dead 7)
- 2017: Sharknado 5: Global Swarming (Fernsehfilm)
- 2023: Deltopia

## Diskografie (Auswahl)
Album
- 2016: No Pain

Singles
- 2010: Wings and a Gun
- 2011: Play with Me
- 2015: You Have to Believe ft. Dave Audé und Olivia Newton-John
- 2021: Window in the Wall